# Antoni Frąszczak
Antoni Frąszczak (ur. 13 stycznia 1898 w Lenartowicach, zm. 3 maja 1969 w Poznaniu) – polski wojskowy, saper.

## Życiorys
Pochodził z rodziny rolniczej Franciszka i Marcjanny z domu Kubasik. W młodości pomagał w gospodarstwie. Brał również udział w strajkach szkolnych. 14 listopada 1916 został powołany do armii pruskiej i walczył na froncie zachodnim. W grudniu 1918 zdezerterował i przedostał się w rejon Pleszewa, gdzie dołączył do Kompanii Pleszewskiej powstańców wielkopolskich, walcząc w okolicach Odolanowa, Kępna, Rawicza, Miejskiej Górki i Zdun. Po przeniesieniu do 8. Pułku Strzelców Wielkopolskich brał udział w walkach pod Czarnkowem, Kcynią oraz Bydgoszczą. 24 kwietnia 1920 przydzielono go do II Batalionu Saperów Wielkopolskich, z którym walczył z bolszewikami. Dalsza jego kariera przedstawiała się następująco:
- służba w 7 Pułku Saperów Wielkopolskich (m.in. szef izby chorych),
- 1 marca 1921: mianowanie podoficerem zawodowym,
- 1923: ukończenie kursu w Centralnej Szkole Podoficerów Zawodowych Sanitarnych w Przemyślu[1].

We wrześniu 1939 brał udział w obronie Warszawy przed Niemcami. 29 września 1939 został wzięty do niewoli, a 14 października 1939 powrócił do Poznania, gdzie do 1945 pracował w wytwórni keksów. 13 lutego 1945 podjął zatrudnienie w HCP. Był członkiem ZBoWiD.
Został pochowany na cmentarzu junikowskim.

## Rodzina
Jego żoną była Kazimiera z domu Frydrysiak (ślub miał miejsce 5 czerwca 1922). Miał z nią trójkę dzieci: Aleksandrę (ur. 8 lutego 1923), Różę (ur. 5 sierpnia 1924, zm. 23 października 2015) i Alfreda (ur./zm. 1930).

## Odznaczenia
Odznaczono go m.in.:
- Medalem Pamiątkowym za Wojnę 1918-1921,
- Medalem Dziesięciolecia Odzyskanej Niepodległości,
- Brązowym Krzyżem Zasługi,
- Brązowym i Srebrnym Medalem za Długoletnią Służbę,
- Odznaką Frontu Litewsko-Białoruskiego,
- Odznaką Powstania Wielkopolskiego,
- Medalem za Warszawę 1939–1945,
- Odznaką Grunwaldzką,
- Wielkopolskim Krzyżem Powstańczym[1].